# Малькольм, Джон
Сэр Джон Малькольм (англ. John Malcolm, 2 мая 1769 — 30 мая 1833) — британский генерал-майор, государственный деятель, историк.

## Биография
Джон Малькольм был шотландцем, родился в Бёрнфуте, графство Дамфрис. В 1782 году поступил на службу в Британскую Ост-Индскую компанию и отправился в Мадрас. Там он активно изучал восточные языки, проявил себя в 1792 году при осаде Серингпатама в ходе третьей англо-майсурской войны и был отправлен лордом Корнуоллисом в качестве переводчика к войскам, размещённым при дворе туземного князя. В 1795 году он на короткое время совершил визит на родину по причине плохого здоровья, а затем принял участие в экспедиции генерала Кларка к мысу Доброй Надежды, за что получил благодарность от Мадрасского правительства и был назначен секретарём при главнокомандующем. В 1797 году был произведён в капитаны, в 1799 году хорошо проявил себя во время осады Серингпатама во время четвёртой англо-майсурской войны, после которой стал одним из людей, создавших новое правительство Майсура.
В том же 1799 году генерал-губернатор Ричард Уэлсли отправил Джона Малькольма с дипломатической миссией в Персию, где он заключил два важных договора. По возвращении в Бомбей в мае 1801 года генерал-губернатор сделал Джона Малькольма своим личным секретарём. В январе 1802 года Малькольм был произведён в майоры, и когда персидский посол был убит в Бомбее случайным выстрелом — вновь отправлен в Персию для улаживания ситуации. В качестве представителя Ост-Индской компании Джон Малькольм вступил в Персии в конфликт с британским посланником в Персии сэром Харфордом Джоунсом. По возвращении в Бомбей Малькольм был обвинён правительством в том, что потратил на подарки персидским официальным лицам слишком большие суммы.
В январе 1803 года Джон Малькольм был назначен резидентом в Майсур и получил право на действия без специальных инструкций. В декабре 1804 года он получил звание подполковника. В июне 1805 года Джон Малькольм стал главным агентом генерал-губернатора, и оставался в этой должности до марта 1806 года, заключив за этот период ряд важных договоров.

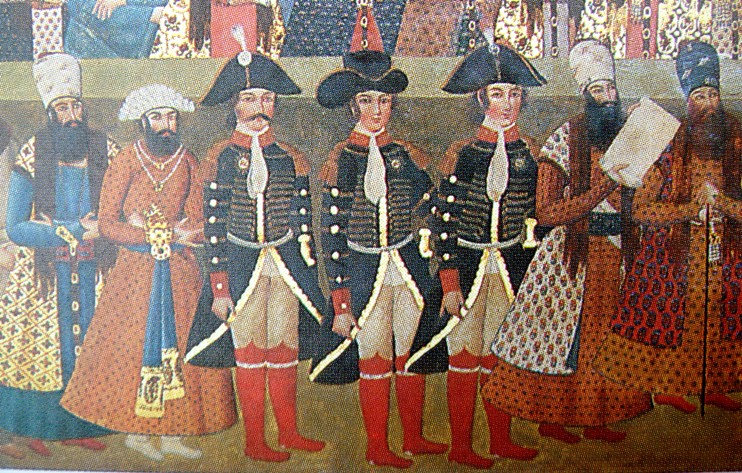
Британская делегация при дворе Фетх Али-шаха в 1808 году: Джон Малькольм, Харфорд Джоунс и Гор Оусли

Во время третьей англо-маратхской войны войска под командованием Малькольма 21 декабря 1817 года разбили маратхов в битве при Мадхипуре, после чего с раджой Индаура был заключён договор, сделавший одно из бывших сильнейших маратхских государств туземным княжеством в составе Британской Индии.
В 1827—1830 годах Джон Малькольм был губернатором Бомбея.
Труды, написанные Малькольмом, оказали влияние на целое поколение военных и политических деятелей в Индии в период до 1857 года.

## Печатные работы
- «Sketch of the Sikh» (1812)
- «История Персии с самых ранних времен до наших дней» (1815)[2]
- «Memoir of Central India» (1823)
- «Political History of India from 1784 to 1823» (1826)
- «Sketches of Persia» (1827 by A Traveller)
- «Life of Lord Clive» (1836)

## Внешние ссылки
- Карта Персии и сопредельных стран для «Истории Персии» сэра Джона Малколма